# Daniel Caspary

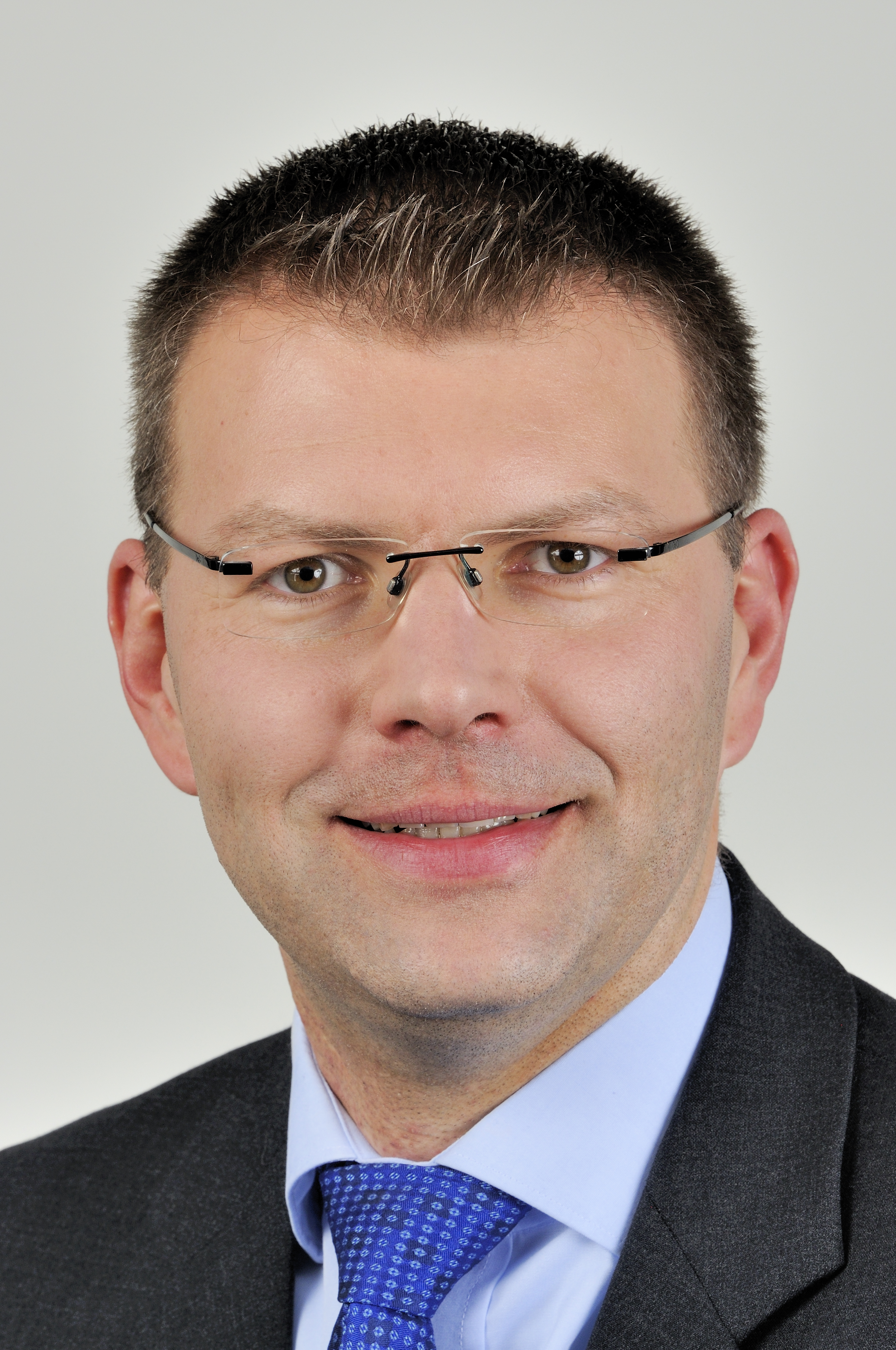
Daniel Caspary

Daniel Caspary este un om politic german, membru al Parlamentului European din 2004 din partea Germaniei. 

## Legături externe
Materiale media legate de Daniel Caspary la Wikimedia Commons